# Стероидогена ћелија
Стероидогене ћелије изграђују ткиво које синтетише стероидне хормоне у надбубрежим жлездама или се налазе расејане у оквиру полних органа, као што су:
- Лејдигове ћелије у тестисима које синтетишу тестостерон;
- ћелије теке оваријума које синтетишу естроген и прогестерон.

У митохондријама ових ћелија синтетишу се прекурзори стероидних хормона.